# Nelly Thüring
Nelly Maria Thüring (21 juin 1875, à Vankiva - 2 janvier 1972, à Enskede), est une photographe et femme politique suédoise sociale-démocrate. Elle est l'une des cinq premières femmes élues au Parlement suédois en 1921.

## Biographie
Fille du fermier Nils Nilsson et Pernilla Persdotter à Vankiva, elle naît le 21 juin 1875. Elle épouse l'éditeur Johan Göransson en 1903 et divorce en 1917. Elle prend le nom de Thüring lorsqu'elle devient photographe.
Elle est commis de magasin en 1890-1896 et par la suite photographe de 1896 à 1933. En 1900, elle ouvre un studio photo à Lund. En 1920, elle vend le studio pour se consacrer uniquement à sa carrière politique.
Elle est membre du conseil municipal de Göteborg en 1917-1920. Aux élections législatives de 1921, elle devient l'une des cinq premières femmes à être élue au Parlement suédois après l'introduction du suffrage féminin. Elle est élue aux côtés d'Agda Östlund (social-démocrate), Bertha Wellin (conservatrice) et Elisabeth Tamm (libérale) à la chambre basse, et Kerstin Hesselgren à la chambre haute.
En tant que députée, Nelly Thüring se concentre sur les questions de coopération internationale et les conditions de travail du personnel pénitentiaire féminin, et collabore avec d'autres femmes parlementaires sur des questions concernant une école non confessionnelle, les soins aux enfants et à la maternité et l'éducation sexuelle. Elle est décrite comme vive et pleine d'esprit pendant les débats et s'oppose à la suggestion de marquer le sexe des projets de loi sur le vote en faisant remarquer que si cela se produisait, elle créerait un parti de femmes. Dans les années 1920, il est considéré comme controversé par certains qu'une femme aborde des questions sexuelles en public à un public mixte, et au départ, lorsque de tels cas se produisaient,  certains des députés masculins quittaient la chambre en signe de protestation. Elle choisit de quitter son siège en 1928 parce qu'elle n'apprécie pas particulièrement les formes de travail parlementaire, qu'elle trouve lentes et fastidieuses, et préfère militer à la place.
Elle est membre du comité central des femmes sociales-démocrates en 1924-1928 et présidente du club des femmes social-démocrates d'Enskede en 1926-1928.
Nelly Thüring meurt le 2 janvier 1972 à Stockholm.